# Kamenná diera
Kamenná diera je přírodní památka ve správě příspěvkové organizace Správa slovenských jeskyní.
Nachází se v katstrálním území obce Gemerská Ves v okrese Revúca v Banskobystrickém kraji. Území bylo vyhlášeno či novelizováno v roce 2012 na rozloze x ha. Ochranné pásmo nebylo stanoveno.